# Dominique Serieys
Pas d'image ? Cliquez ici
Dominique Serieys est un copilote français de rallye automobile et de rallye-raid né le 4 juillet 1961 à Ganges (Hérault). Il est vainqueur en catégorie auto du Rallye Dakar 1993 en tant que copilote de Bruno Saby.

## Biographie

### Carrière chez Mitsubishi
Dominique Serieys remporte le Rallye Dakar 1993 et termine quatre fois sur le podium final avec Bruno Saby, plus une cinquième fois sur le podium avec le pilote espagnol Miguel Prieto (1993 à 2000).
Il a un poste à responsabilité chez Mitsubishi dans les années 2000. Il prend les rênes de Mitsubishi Motors Sports en 2001. Sous ses ordres, le team japonais a remporté toutes les éditions auto du rallye Dakar de 2001 à 2007.

### Carrière de direction
En 2013, il prend les commandes du pôle sport de la fédération française du sport automobile (FFSA), poste qu'il occupera jusqu'en 2019. En parallèle, il est directeur de l'organisation Rallye de France-Alsace entre 2011 et 2015.
En septembre 2019, il prend ses fonctions de Président-directeur général du stade couvert Paris La Défense Arena jusqu'en juin 2022.
Faisant la jonction entre Jacky Lorenzetti et Laurent Travers, il préside le Racing 92, club professionnel de rugby à XV, lors de la saison 2022-2023.
En juillet 2023, l'Héraultais prend la fonction de Directeur général de l'équipe cycliste Decathlon AG2R La Mondiale. Son apparition dans la série Netflix Tour de France : Au cœur du peloton suscite des réactions, eu égard à un management jugé "autoritaire", notamment dans sa gestion de Sam Bennett.

## Palmarès

### Résultats au Paris-Dakar
| Année | Catégorie | Constructeur | Position         | Victoires d'étape | Pilote            |
| ----- | --------- | ------------ | ---------------- | ----------------- | ----------------- |
| 1993  | Auto      | Mitsubishi   | 1er              | 2                 | Bruno Saby        |
| 1994  | Auto      | Mitsubishi   | Abd. (12e étape) | 1                 | Bruno Saby        |
| 1995  | Auto      | Mitsubishi   | 2e               | 3                 | Bruno Saby        |
| 1996  | Auto      | Mitsubishi   | 7e               | 1                 | Bruno Saby        |
| 1997  | Auto      | Mitsubishi   | 3e               | 1                 | Bruno Saby        |
| 1998  | Auto      | Mitsubishi   | 3e               | 4                 | Bruno Saby        |
| 1999  | Auto      | Mitsubishi   | 2e               | 3                 | Miguel Prieto     |
| 2000  | Auto      | Mitsubishi   | Abd.             | 1                 | Kenjirō Shinozuka |

### Autre
- Abu Dhabi Desert Challenge 1996 : vainqueur en tant que copilote de Bruno Saby